# Mangelia powisiana
Mangelia powisiana är en snäckart som först beskrevs av Philippe Dautzenberg 1887.  I den svenska databasen Dyntaxa används istället namnet Bela powisiana. Enligt Catalogue of Life ingår Mangelia powisiana i släktet Mangelia och familjen kägelsnäckor, men enligt Dyntaxa är tillhörigheten istället släktet Bela och familjen Turridae. Arten är reproducerande i Sverige. Inga underarter finns listade i Catalogue of Life.